# Громадянська війна в Сьєрра-Леоне
Громадянська війна в Сьєрра-Леоне — збройний конфлікт у Сьєрра-Леоне між силами центрального уряду і Об'єднаного революційного фронту. Війна тривала 11 років (1991—2002 роки), протягом яких не раз змінювався уряд країни, в неї вводилися військові контингенти інших держав, з'являлися нові повстанські угруповання. За підсумками мирного договору главою країни став ставленик центру Ахмед Кабба; заколотники, що не змогли захопити столицю, отримали 4 міністерських крісла та амністію.

## Історія
У березні 1991 року близько сотні бійців ОРФ під керівництвом колишнього капрала (військового фотографа) Фоді Санко вступили в Сьєрра-Леоне з Ліберії. Вони оголосили боротьбу за демократію і справжнє звільнення Африки. Завербувавши на місці сьєрра-леонців з народу темне, ОРФ захопив контроль над двома з дванадцяти районів країни, південно-східними Кайлахуном і Пужехуном, і вторгся в інші регіони. Згодом первинний контингент ОРФ в основному загинув, і нові члени зайнялися не політичними гаслами, а грабежами і невмотивованими вбивствами. Повстанці підтримувалися і забезпечувалися військами Чарльза Тейлора, боролися за владу в Ліберії. Президент Сьєрра-Леоне Джозеф Момо збільшив урядові війська вдвічі, проте не турбувався оплатою їх служби. У квітні 1992 року Момо був повалений армійським капітаном Валентином Страссера. В ході перевороту загинуло близько ста чоловік, колишній президент втік до Конакрі. Страссер обіцяв швидко закінчити конфлікт. Він оголосив одностороннє припинення вогню і амністію, обіцяв нові вибори в 1995 році. 
На початку 1993 року бойові дії заспокоїлися, повстанці були відкинуті назад у Кайлагун і Пужегун. Наступного року заколотники перейшли в наступ, конфлікт поширився на половину районів країни. Нігерійці надіслали в підмогу Фрітауні 800 військових в рамках ECOMOG; уряд мобілізував ополчення, «Камайоре», з представників народу менде. Однак повстанці продовжували наступати і зуміли захопити рудники рідкісних металів. Урядові війська не відрізнялися ефективністю, і в 1995 році Страссер запросив південноафриканських найманців з приватної військової компанії «Executive Outcomes». Він запропонував бунтівникам мирний договір і організацію коаліційного уряду, проте Санко перехопив ініціативу та вимагав для себе крісло президента.
16 січня 1996 року Страссер був повалений своїм заступником, Джуліусом Біо, і лояльними тому офіцерами. Навесні пройшли вибори, де 60 % у другому турі отримав мусульманин Ахмед Кабба (Джон Карефа-Смарт з темне отримав 40 %). На момент виборів нічого схожого на мир не спостерігалося, проте незабаром південноафриканці і Камайоре захопили штаб ОРФ, і в листопаді угоду з бунтівниками було підписано. Згідно з ним, нігерійці і південноафриканці покинули країну, і незабаром країна знову занурилася в хаос.
25 травня 1997 в країні відбувся військовий переворот, в якому взяли участь офіцери урядової армії, які уклали союз з лідерами ОРФ. В результаті А. Кабба був повалений і президентом став Джонні Пол Корома, було сформовано новий уряд — Революційна рада збройних сил. ООН і ОАЕ зажадали повернути владу А. Кабби, в країну були введені нігерійські війська. Сили РСВС почали бойові дії проти нігерійських військ.
У жовтні Революційним радою збройних сил було підписано мирну угоду з ОРФ, Санко отримав пост віце-президента. Новий уряд не користувався широкою підтримкою населення, тим більше що грабежі і вбивства тривали. Кабба з-за кордону продовжив боротьбу за владу: він найняв нових професійних військових, Камайоре продовжували боротися з РСВС, країни ECOMOG знову прислали війська. Незабаром успіх перейшов до військ Кабби, і в березні 1998 року він повернувся в столицю. РСВС відмовився передати владу і осадив столицю. В ході кровопролитних боїв за місто інтервенти змогли відбитися від військ альянсу кором і заколотників. У травні 1999 року в Ломе було укладено нову мирну угоду, за якою РСВС отримали 4 міністерські портфелі (Санко отримав місце міністра зі стратегічних ресурсів).
У 1999 році Сьєрра-Леоне був введений миротворчий контингент військ ООН (значна частина — британці). Великі бойові дії завершилися, але дрібні підрозділи ОРФ продовжували нападати на урядові сили і мирне населення; в результаті Санко був заарештований. Корома розформував війська РСВС, частина яких увійшла в армійські підрозділи. Звиклі до насильства демобілізовані бійці РСВС створили угруповання «Вест Сайд Бойз», які промишляли грабежами на дорогах і викраденнями людей. Незабаром британці розбили велику частину цього угруповання. Ще два роки тривали дрібні сутички (в тому числі атака армії Гвінеї на бази ОРФ в Сьєрра-Леоне) і роззброєння ОРФ.
18 січня 2002 року Кабба оголосив про завершення війни.
Втрати миротворчого контингенту військ ООН з моменту введення у країну в 1999 році до 2005 року склали 159 військовослужбовців убитими.

## Військові злочини
Під час війни були відзначені численні випадки крайньої жорстокості по відношенню до мирних жителів, в основному з боку ОРФ. Їм приписують грабежі, вбивства, відсікання кінцівок, зґвалтування, «забави» на кшталт спору на гроші про стать майбутньої дитини вагітної жінки, якій після цього розпорювали живіт.
У 2000 році Рада Безпеки ООН прийняла резолюцію 1315 про організацію Спеціального суду по Сьєрра-Леоне. Суд засідає у Фрітауні, кілька осіб засуджено на тривалі терміни. Санко помер в 2003 році незабаром після арешту. Джонні Пол Корома тікав від правосуддя і, за деякими даними, мертвий. Чарльз Тейлор, через одіозність фігури, був перевезений з Африки в Гаагу, де адвокати заперечували можливість покарання їх підзахисного за злочини проти мирного населення чужої країни. Тому прокурори ставили йому в провину матеріальну підтримку повстанців Сьєрра-Леоне за рахунок продажу алмазів, видобутих в цій країні. 26 квітня 2012 року Тейлор був визнаний винним в підтримці повстанців і побічно — в їх злочинах; вирок повинен бути озвучений 16 травня. 30.05.2012 в ЗМІ з'явилася інформація, що 64-річний Тейлор засуджений на 50 років тюремного ув'язнення.